# Kirchenburg Kötzting

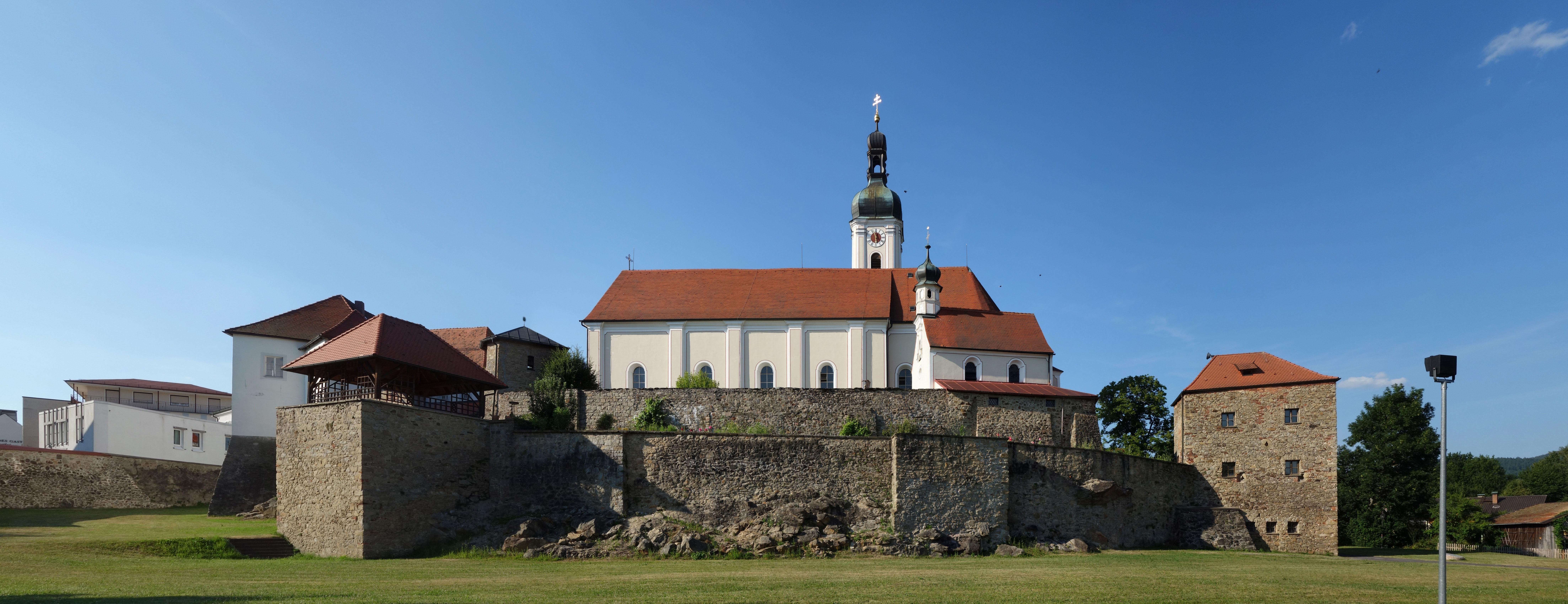
Kirchenburg Bad Kötzting

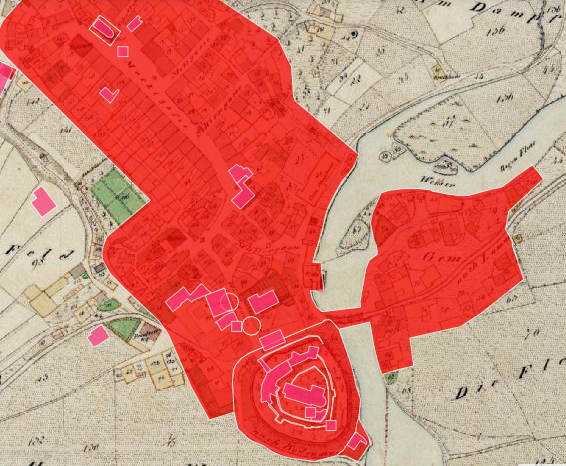
Lageplan der Kirchenburg Kötzting auf dem Urkataster von Bayern

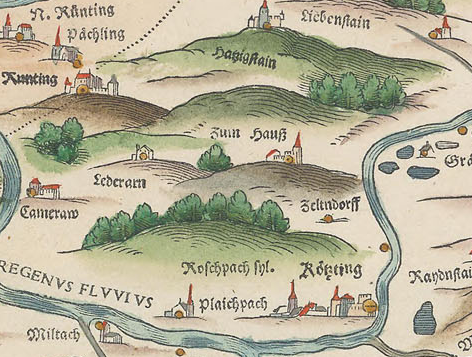
Kötzting auf der Bayerischen Landtafel des Philipp Apian von 1568

Die Kirchenburg Bad Kötzting befindet sich in der Oberpfälzer Stadt Bad Kötzting im Landkreis Cham in Bayern (Herrenstraße 9–13). Die Kirchenburg liegt auf einer felsigen Kuppe oberhalb des Weißen Regen und ist von dem nordwestlich sich anschließenden Ort durch einen halbrunden Graben abgetrennt. Die Anlage ist unter der Aktennummer D-3-72-137-8 als denkmalgeschütztes Baudenkmal von Kötzting verzeichnet. Ebenso wird sie als Bodendenkmal unter der Aktennummer D-3-6843-0011 im Bayernatlas als „archäologische Befunde des Mittelalters und der frühen Neuzeit im Bereich der Kirchenburg von Bad Kötzting, darunter die Spuren von Vorgängerbauten bzw. älterer Bauphasen des ehem. Pflegschloss, der Kath. Pfarrkirche Mariae Himmelfahrt und der Annakapelle“ geführt.

## Geschichte
Das Gebiet um Kötzting war im 11. Jahrhundert Teil der neu eingerichteten Mark Cham. Die erste urkundlich belegte Nennung des Ortes stammt von 1073 und bezieht sich auf die Erstausstattung des Klosters Rott, zu denen auch Güter in Chostingen gehörten. Grund dieser Nennung dürfte die Einheirat des diepoldinger Grafen Rapoto IV. in die Stifterfamilie der Pilgrimiden gewesen sein, der 1082 auch das Pfalzgrafenamt des verstorbenen Kuno von Rott übernommen hatte.
Eine Ministerialenburg dürfte erst seit Mitte des 12. Jahrhunderts hier vorhanden gewesen sein, denn zu dieser Zeit gibt ein Hazzo von Kötzting sein Gut in Pitzling (heute in Pemfling) dem Kloster Reichenbach. Ein Meginhardus de Khostingen ist um 1146 belegt. Dieser Meginhard I. erscheint auch um 1170 in einer Reichenbacher Tradition mit seinem Sohn Meginhard II. als Zeuge bei einer Güterübergabe. Dieser tritt auch zusammen mit seinem Bruder Konrad von Kötzting zwischen 1176 und 1188 in Reichenbacher Urkunden auf. Da diese Familienangehörigen häufig genannt werden, dürfte die Familie nicht unbedeutend gewesen sein. Daher ist hier auch eine Burganlage als deren Stammsitz anzunehmen.
Mit der Übergabe der Mark Cham 1204 an den Wittelsbacher Herzog Ludwig gelangten auch die Vogteirechte von Rott an die Wittelsbacher. Eine Kirche an dem Ort Kötzting wird in einer päpstlichen Urkunde vom 4. April 1179 genannt. Diese Pfarrei wurde von dem Regensburger Bischof Konrad IV. an das Kloster Rott übergeben, wodurch Kötzting eine Klosterpfarrei wurde. Im 13. Jahrhundert wird zu Kötzting auch eine Schranne und eine Zollstätte angenommen, die Marktrechte scheinen in dem ersten Herzogsurbar auf, das zwischen 1231 und 1237 datiert wird. Eventuell entstand aufgrund dieser gestiegenen Bedeutung des Ortes eine erste Befestigung des Friedhofes, wobei dies die innere Ringmauer mit einem Torturm, der sog. Storchenturm, gewesen sein wird. Um diese Zeit dürfte auch der Karner angelegt worden sein, da keine Erweiterungsmöglichkeit für den Friedhof mehr vorhanden war. In den 30er Jahren des 14. Jahrhunderts erhielten die Äbte von Rott das Recht, den Vogt von Kötzting nach eigenem Ermessen einzusetzen. Mit diesem Amt waren zumeist niedere Adelige aus der Umgebung betraut. Für 1345 ist Eberhard II. von Hohenwarth genannt, ihm folgt Albrecht der Sattelboger von Liebenstein und 1360 nochmals ein Hohenwarther. Ab 1580 übernahm der Landrichter zu Kötzting sowohl die Funktion eines Vogtes wie auch des Richters in Personalunion.
1352 wird das Gericht Cham mit Kötzting an die pfälzischen Wittelsbacher verpfändet und 1361 kommt es durch die teilweise Wiedereinlösung an Albrecht I. von Niederbayern-Straubing-Holland, dem allerdings nur die Einlösung des östlichen Teils des Gerichtsbezirks Cham mit Kötzting gelang. So musste ein neues Gericht, und zwar in Kötzting, eingerichtet werden. 1371 ist als erster Kötzinger Richter Friedrich Zenger bekannt. Ihm folgen 1388 Heinrich Ramsperger, 1407 Andre Meynczingär, 1413 Ulrich der Puhelär und 1414 Ulrich Poschinger. Der Pfleger residierte aber nicht in Kötzting, sondern auf der Burg Sattelpeilnstein. Nicht bekannt ist, ob schon zu dieser Zeit die Kirchenburg ausgebaut wurde. Während der Hussitenkriege waren hier 15 Schützen und zwei Büchsen stationiert. 1424 fanden hier auch die erfolglosen Verhandlungen mit böhmischen Rittern statt und das Viztumamt Straubing versammelte hier im gleichen Jahr 300 Reiter gegen die Hussiten. Nach dem Teilungsvertrag von 1429 wurde dem Gericht Kötzting auch das Gebiet von Eschlkam eingegliedert. Dies hatte zur Folge, dass dann der Pfleger, der nun auch den Titel eines Hauptmanns führte, seinen Amtssitz nach Kötzting verlegte. Als solcher ist hier Heinrich Notthafft zu Runding nachgewiesen. 1450 wurde die Anlage zu einer starken Festung ausgebaut. Damals dürfte das Pflegschloss, der Zwinger mit seinen Bastionen sowie der Torturm mit dem davor liegenden Graben entstanden sein. Als Hauptleute waren 1458 Konrad Heuras und 1461 Pankraz Göttlinger zu Gutmaning bezeugt. Nach den Hussitenkriegen erfolgte zwischen 1461 und 1480 auch die Befestigung des Marktes Kötzting mit Wall, Graben und Palisaden. Von den entstandenen vier Torhäusern des Ortes wurde 1836 als letztes das sogenannte Chamer Tor abgetragen.
Obwohl Kötzting von dem Landshuter Erbfolgekrieg nicht betroffen war, sind um 1534 hier umfangreiche Reparaturarbeiten bezeugt, so wurden der Traidkasten, die Pflegerwohnung und die Wehrgänge ausgebessert. Zur Verwaltungsvereinfachung wurden in dieser Zeit auch die Ämter des Pflegers und des Kastners zusammengelegt. Georg von Nußdorf zu Neunußdorf hatte 1533 als erster alle diese Ämter inne. Im Vorfeld des Dreißigjährigen Krieges wurden unter den Pflegern Alexander de Grotta und Matthias Rosenhammer umfangreiche Vorbereitungsmaßnahmen getroffen. Das hat aber nicht viel geholfen, denn 1633 und 1640 ist es den Schweden gelungen, Kötzting zu besetzen, die Kirche auszurauben und das Schloss teilweise in Brand zu setzen. Der Pfleger musste danach nach Grafenwiesen ausweichen. Die Ausbesserungsarbeiten zogen sich bis zum Ende des 17. Jahrhunderts hin. Das Schloss wurde bis 1698 neu instand gesetzt, der aufgestockte Kirchturm war allerdings 1694 wieder abbruchreif und die Glocken mussten in den Torturm verbracht werden. 1737/38 wurde die Kirche um ein Joch erweitert, 1764 wurde der Storchenturm abgebrochen und bis 1769 war der Umbau der Kirche abgeschlossen.

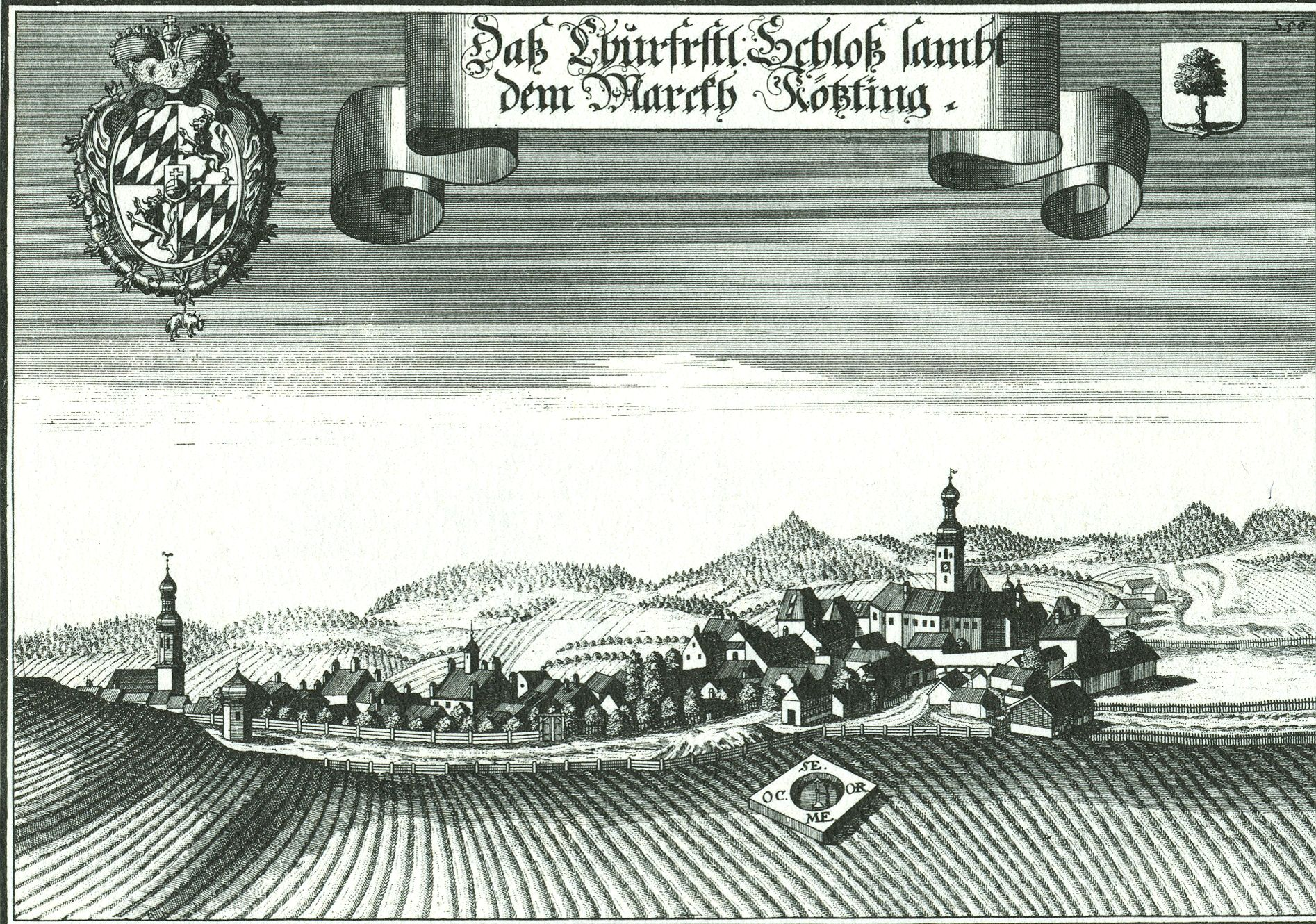
Kötzting nach einem Stich von Michael Wening von 1721

## Kirchenburg Bad Kötzting einst und jetzt
Wie angedeutet, haben hier über die Jahrhunderte viele Um- und Neubauten stattgefunden. Der Stich von Michael Wening, der die Situation um 1720 zeigt, stellt einen geschlossenen Burgbereich mit einem hohen Kirchturm dar, der mit einer Dachzwiebel abgeschlossen wird. Ebenso ist der Torturm deutlich zu sehen.
Heute ist die etwa einem gleichseitigen Dreieck entsprechende Anlage (Seitenlänge 72 m) noch gut erhalten. Der äußere Graben wurde 1867 weitgehend verfüllt. Früher konnte er nur über eine hölzerne Zugbrücke überquert werden, die 1839 durch die bestehende Steinbrücke ersetzt wurde.
Das ehemalige Pflegschloss wird jetzt als Pfarrhof genutzt. Das Gebäude kann als Randhausburg qualifiziert werden. Es ist ein dreigeschossiger Walmdachbau mit einem halbrunden Turm und einem Eckturm der früheren Burg, der aus der Zeit um 1459 stammt. Im Pflegschloss haben sich zahlreiche gotische Türgewände erhalten. Die Tordurchfahrt trägt die Jahreszahlen 1459 und 1551. Ein Raum nördlich der Durchfahrt besitzt einen Balken mit der Jahreszahl 1586. Hier befindet sich auch das Gefängnis, das als Angstloch nur über das darüber liegende Gewölbe erreicht werden konnte. Der Raum weist auch zwei Schlüsselscharten mit einer spatenförmigen Absenkung auf, wodurch der davor liegende Graben besser erfasst werden konnte.
Erhalten ist der innere Mauerring aus Granitbruchstein aus dem 15. Jahrhundert. Der äußere Mauerring besitzt einen Schalenturm, ebenfalls aus Granitbruchstein gefertigt. Der sogenannte Hungerturm ist ein dreigeschossiger und rechteckiger Mauerturm mit einem ab dem 17. Jahrhundert nachweisbarem Walmdach. Erhalten ist eine Grabenfuttermauer aus Bruchstein.
Die Anlage wird durch die Katholische Pfarrkirche Mariä Himmelfahrt dominiert. Diese ist eine vierjochige Saalkirche mit einem eingezogenen Chor und einem Flankenturm, der mit einer Zwiebelhaube gedeckt ist. Das Türgewände an der südlichen Wand stammt vermutlich von dem romanischen Vorgängerbau. Das Langhaus stammt von 1737/38, der 43 m hohe Turm und der Chor wurden 1766/69 errichtet.
Die dazugehörende Annakapelle ist am 30. August 1691 konsekriert worden. Sie ist ein Saalbau mit einem Satteldach und einem Zwiebeldachreiter über der Fassade. Sie stammt im Wesentlichen von 1686. Romanisch sind die beiden hier aufgestellten Taufsteine. Einer stammt aus der Zeit um 1200, der andere mit der Darstellung von Apostelköpfen ist um 1300 gefertigt. 1590 war diese Kapelle der hl. Katharina geweiht, seit 1665 lässt sich das Anna-Patrozinium nachweisen. Der ältere Hochaltar von 1664 zeigt eine spätgotische Anna Selbdritt, die zwei Seitenaltären zeigen den Tobias mit seinem Schutzengel und die für das Kloster Rott typischen Patrone Marinus und Anianus sowie die Krönung Mariens mit dem Geschwisterpaar der hl. Scholastika und des heiligen Benedikt von Nursia dar.
Seit 1804 wird der nördliche Teil des Pflegschlosses als Pfarrhof genutzt. In dem südlichen Teil war bis 1906 das Kasten- oder Rentamt untergebracht und bis 1959 das Forstamt. Diesen Gebäudekomplex kaufte die Pfarrei 1959 und baute ihn 1993/94 als Pfarrzentrum um. Das Pflegschloss wurde 1993–1998 grundlegend restauriert. In einem Gebäude der Anlage (Herrenstraße 11) ist das Kötztinger Pfingstrittmuseum eingerichtet.